# 週刊 鉄道模型 少年時代
『週刊 鉄道模型 少年時代』（しゅうかん てつどもけい しょうねんじだい）は2009年8月20日から講談社より発売された、前作『週刊 昭和の「鉄道模型」をつくる』の第2弾。前作同様、全冊分の付属パーツでNゲージレイアウトを完成させることができる。

## 概要
- 全75回刊行で、模型は『週刊 昭和の -』に引き続きトミーテックの全面協力によるものとなる。定価は創刊号は790円。2号以降の定価は1,560円（25号・33号は1,980円、31号・56号は1,780円）。判型は『週刊 昭和の -』のA4縦からA4横になっている。バインダーは、1冊1,260円（税込）。1冊につき15冊まで。全部で5冊必要。
- 今作では、どこか山奥の田舎町の風景がモチーフとなっている。季節は夏。

## 冊子の主な内容
- パノラマ鉄道コレクション
  - 主に、昭和時代の名車を撮影した見開き2ページのパノラマ写真。一部の写真には、読者投稿の写真も掲載。なお、巻末に解説・撮影地などを掲載。
- あこがれの鉄道模型
  - 鉄道博物館をはじめ、全国各地の巨大ジオラマを特集。公共施設のみならず、模型店のレイアウトなども紹介。
- 「発掘」写真でたどる鉄道百景
  - 昭和時代に活躍した車両、施設などを希少写真を交えて解説。
- 今週の製作マニュアル
  - 付属パーツの内容・制作方法を解説。
- ジオラマグレードアップ講座
  - 通常製作よりも、はるかにリアリティアップ出来るように、スミ入れなどのワンポイント講座。さらに、付属パーツを流用したオリジナルジオラマの制作方法を紹介。

## 製作ジオラマ
- 概要の通り、山奥の田舎町が舞台。前作にあったポイントレールは無く、楕円型のエンドレスパターン。サイズは、横60cm、縦45cm。
- 情景が強化されており、右下部にはガーター鉄橋とそこを流れる小川を、右上部にはトンネル、駅はジオラマ上部に配置。左部は商店街、畑、民家を、中央部は神社、学校を配置。
- 前作のように内蔵LEDにより夜の町も再現できる他、サウンドユニットにより、鉄道・祭りの音声も再現出来るようになった。
- レイアウトで使用するコントローラーについては、第23号・24号の付録パーツを組み合わせて「鉄コレ式制御器」と同形・色違いのものを完成させる形になっている。さらに、内蔵乾電池(単3電池×4)に加え、本誌に付属するACアダプターで外部電源にも対応した。但し、サウンドユニット・LEDライトは乾電池のみ。

### 車両
- 里山交通 キハ1001形ディーゼルカー
  - 創刊号に付属。鉄道コレクションと、同タイプの台座付。なお、動力ユニットは25号に付属。
- 里山交通 キハ1501形ディーゼルカー
  - 最終号75号に付属。台座付。ディスプレイモデルのため、走行させるためには74号のトレーラ化パーツセットを使用するか、25号の動力ユニットを使用する必要がある。
- 里山交通バス
  - キャブオーバー型バスの日野BD34。ジオラマに1台配置する。
- その他
  - ライトバン、ボンネットトラック、オート三輪を配置。

### 付属パーツ
- 公式サイトを参照のこと。

## 購読特典
- 創刊号から50号までの応募券を講談社に送付し、『TOMIX特製オリジナル・里山交通 キハ2001形ディーゼルカー』がプレゼントされた。
- 動力内蔵の他、ヘッド・テールライト・室内灯も点灯する。他車両との連結は不可能。

## 特製ディスプレイケース
- アクリルケースの他、木製化粧台・引き出し付きの豪華な仕様。さらに。鉄橋近くのコントローラー設置部に配置できる茶屋・フィギュア付き。